# Martina Sanollová
Martina Sanollová (* 13. června 1963 Břeclav) je česká zpěvačka a klavíristka, členka avantgardních souborů Skrol a Zygote. Je současně textařkou, překladatelkou (přeložila např.knihu „Konzument“ zpěváka a duchovního vůdce legendární skupiny Swans Michaela Giry) a organizátorkou v oblasti progresivních hudebních žánrů. Působila také jako učitelka angličtiny a hudební výchovy na základní škole. Kromě členství v uvedených souborech participuje na albech Aghiatrias a sólových albech skladatele Vladimíra Hirsche, který je současně leaderem všech seskupení. Její dráha zpěvačky začala v roce 1994 právě v jeho post-punkové skupině Der Marabu.
Je pro ni typický výrazně expresivní, exaltovaný hlasový projev, využívající nejrůznějších hlasových technik a zvukových efektů. V devadesátých letech vytvořila vlastní performativní projekt s názvem „Violenta Projecta“. Společně s druhým členem Aghiatrias Tomem Saivonem působí již více než jedno desetiletí v jimi založené organizaci Ars Morta Universum, věnující se pořádání Pražského industriálního festivalu, koncertů zahraničních formací progresivní hudby a akcí v rámci multimediálního umění.

## Diskografie a participace
- DER MARABU: ALL OF US WILL FALL AWAY, CD, © 1996 CatchArrow Recordings
- SKROL: THE FALL VERIFIED, CD, © 1997 CatchArrow Recordings
- SKROL: MARTYRIA, 10´´, © 1998 LOKI Foundation
- SKROL: AEGIS, CD, © 1998 CatchArrow Recordings
- VLADIMÍR HIRSCH: SYMPHONY No.3, CD, © 1999 CatchArrow Recordings
- SKROL: HERETICAL ANTIPHONY, CD, © 1999 M.D.Propaganda´
- VARIOUS ARTISTS (Skrol): BEHIND THE IRON CURTAIN (Fall A Prey), 2CD"Ten Years Of Madness", © 2000 Achtung Baby!
- AGHIATRIAS: FIELD MASS, CD, © 2000 CatchArrow Recordings, 46´
- SKROL: INSOMNIA DEI, CD, © 2001 Chromozome (USA), distribuce RRRecords, 2003
- ZYGOTE: GEOMETRIE NEVĚDOMÍ, CD, © 2001 CatchArrow Recordings
- AGHIATRIAS: EPIDAEMIA VANITATIS, CD, © 2002 Integrated Music Records´
- VLADIMÍR HIRSCH: SELECTED WORKS, CD, © 2003 Integrated Music Records
- AGHIATRIAS: REGIONS OF LIMEN, CD, © 2004 Epidemie Records
- SKROL: DANCES AND MARCHES FOR THE ORPHAN AGE, (CD, © 2005 Dagaz Music (Portugalsko)
- VLADIMÍR HIRSCH: SYMPHONY No.4 „Snímání z kříže“, CD, © 2006